# Arxiu fosc
Un arxiu fosc també anomenat arxiu profund és un arxiu electrònic d'objectes digitals fora de l'accés de qualsevol públic per tal de protegir-lo contra atacs exteriors o desgràcies. El seu objectiu és assegurar la possibilitat de reconstituir una còpia igual a l'original en cas d'incidències greus o desastre.
De fet, al cas d'arxius i fons bibliotecaris de paper de publicacions periòdiques o llibres impresos, per la multitud d'exemplars la desaparició d'una còpia (per un incendi, un acte terrorista, una catàstrofe natural…) no és gaire problemàtic quan hi ha molts exemplars arreu al món. La conservació per a les generacions futures d'arxius electrònics, posa altres reptes als arxivers. Publicacions que només existeixen en format immaterial fàcilment es poden perdre si no hi ha diferents llocs protegits on es conserven còpies, independents de l'editor original. Amb el mètode de subscripció en línia, el subscriptor ja no té còpia material «a can seva» de la publicació que pogués consultar si de cas l'editorial atura el servei en línia, desapareix per fallida, o qualsevol altra incidència. No només cal conservar-les en un lloc segur, protegits d'atacs materials o virtuals, queda tant important preservar la llegibilitat. Documents electrònics «antics», escrits en llenguatge de programació obsolet, aviat poden tornar-se il·legibles per a ordinadors moderns.
Tot i quedar inaccessible directament, un arxiu fosc pot esdevenir una font per a la creació d'arxius en línia accessibles dins dels límits posats pel dret d'autor o de reproducció. A la manera de les biblioteques que proposen còpies consultables de manuscrits als cercadors o lectors - i només atorguen rarament i amb moltes precaucions l'accés a l'original, els imperatius de la conservació digital imposen de separar físicament arxius d'ús quotidià, accessibles als usuaris autoritzats i l'arxiu fosc, només accessible en cas de necessitat major.

## Uns arxius foscs
- CLOCKSS
- JSTOR
- Europeana, combinació d'arxiu fosc i d'arxiu públic.[4]
- Tesis doctorals en xarxa TDX), combinació d'arxiu fosc i d'arxiu d'accés obert.